# Infinite Flight
Infinite Flight est un simulateur de vol mobile. Développé par Infinite Flight LLC, il est initialement sorti en 2011 et est disponible sur les plateformes iOS et Android.

## Système de jeu
Infinite Flight propose plusieurs fonctionnalités et Systèmes de jeu, notamment :
- Pilote solo
- Pilote multijoueur
- Contrôleur aérien
- Leçons de pilotage
- Pilote automatique
- Météo et heure du jour
- Vols mondiaux
- Le support de joystick

## Histoire et Développement
Développée par Laura Laban, Philippe Rollin et Kevin, la première version d'Infinite Flight est rendue publique le 26 avril 2011 pour Windows Phone. L'application contient le Cessna 172, la région de « San Francisco » comprenant 15 aéroports, et la fonctionnalité d'achievement,.
Depuis sa création, l'application a reçu de nombreuses mises à jour ajoutant de nouveaux avions, ainsi que des nouvelles régions et fonctionnalités.

## Infinite Flight Live
Introduit en 2014, Infinite Flight Live est le mode multijoueur d'Infinite Flight. Il permet de voler avec d'autres joueurs.
Le mode " Contrôleur aérien (ATC) " a été ajouté à Infinite Flight Live en avril 2015. Il permet aux utilisateurs de se connecter en tant que contrôleur aérien et ainsi de guider d'autres utilisateurs.
Le mode "Global", introduit en 2017, permet aux utilisateurs de voler dans le monde entier.

## Accueil
En 2011, Windows Central a écrit que le simulateur s'améliorait avec l'expérience et qu'il plairait probablement aux amateurs du genre. En 2012, The Mac Observer a donné à la première version une note de 2,5/5 ("Décevant"), la comparant négativement à d'autres simulateurs de vol. En 2014, Engadget a considéré Infinite Flight comme l'un des meilleurs sur l'App Store et The New York Times l'a qualifié de meilleur sur les appareils mobiles. FlightSim.com a ensuite écrit de manière positive sur le tout nouveau modèle C-130, affirmant que les nouveaux modèles du jeu étaient bien meilleurs que les précédents.